# Marina El Alamein
Marina El Alamein (en árabe: مارينا العلمين‎,  [mæˈɾiːnæ l.ʕælæˈmeːn] ), antigua Leukaspis o Antífrae, es una ciudad turística que se encuentra en la costa norte de Egipto, con una larga playa de 11 km (6,8 mi), a unos 300 km (186,4 mi) de El Cairo, en el área de El Alamein.

## Sitio arqueológico
El sitio arqueológico de Marina El-Alamein se encuentra a unos 5 kilómetros al este de la moderna ciudad de El-Alamein (96 kilómetros al oeste de Alejandría). Abarca extensos restos de una ciudad portuaria de la época grecorromana, que funcionó desde el siglo II a. C. hasta el siglo VI d. C.
Leukaspis era una gran ciudad portuaria, con una población de alrededor de 15.000 habitantes. Probablemente fue un importante centro comercial entre Egipto y Libia, y parece haber sido un centro importante para las importaciones de Creta. El asentamiento fue destruido en 365, cuando un terremoto en la costa de Creta provocó un tsunami. La ciudad no fue reconstruida, en parte debido al estado en ruinas del Imperio Romano. La ubicación de Leukaspis estuvo perdida hasta 1986, cuando un grupo de ingenieros que estaban construyendo carreteras en Marina reveló casas y tumbas antiguas. Un sector de 200 acres (80,9 ha) de la tierra circundante fue designada como área arqueológica y las excavaciones comenzaron en la década de 1990. Antes del descubrimiento del sitio, el área portuaria del asentamiento fue destruida para hacer una laguna artificial para un centro turístico.
El área de investigaciones arqueológicas y trabajos de conservación se extiende alrededor de un kilómetro a lo largo de la costa del mar y 550 metros tierra adentro. La investigación arqueológica y arquitectónica reveló el trazado de la ciudad antigua, distinguiéndose varias áreas. En el centro se encontraba la plaza principal rodeada de pórticos, así como los baños helenísticos y romanos y una basílica. Los barrios residenciales vecinos estaban densamente urbanizados. La infraestructura portuaria (ahora destruida) y los almacenes se ubicaban al norte. En la parte sur del sitio se descubrieron una vasta necrópolis y una segunda basílica (paleocristiana). La necrópolis funcionó desde finales del siglo II a. C. hasta el siglo IV d. C. Está bastante bien conservada y cuenta con una extraordinaria variedad de monumentos funerarios. Entre las varias docenas de tumbas de diferentes formas, hay tipos que no se habían encontrado antes en Egipto o, si lo habían hecho, estaban muy mal conservados.
En 2010, el gobierno egipcio comenzó a abrir Leukaspis como un museo al aire libre a mediados de septiembre de 2010, con el objetivo de aumentar el turismo en Marina y las cercanas El-Alamein y Taposiris Magna.

### Historia de las investigaciones
Las excavaciones de salvamento organizadas por el Ministerio de Antigüedades de Egipto comenzaron en 1986. Desde 1988, expediciones de conservación polaco-egipcias dirigidas por Włodzimierz Bentkowski (1988–1989) y Jarosław Dobrowolski (1990–1993), trabajaron en el sitio. En 1995, comenzó la Misión de Conservación, encabezada primero por Stanisław Medeksza y luego por Rafał Czerner de la Facultad de Arquitectura de la Universidad de Ciencia y Tecnología de Breslavia. El proyecto se lleva a cabo bajo los auspicios del Centro Polaco de Arqueología del Mediterráneo de la Universidad de Varsovia (PCMA UW) en cooperación con la Facultad de Arquitectura de la Universidad de Ciencia y Tecnología de Breslavia y el Ministerio de Antigüedades de Egipto. Desde 1987, el PCMA UW también ha realizado excavaciones arqueológicas; Wiktor A. Daszewski las dirigió hasta 2011. Fue sucedido por Krzysztof Jakubiak, quien en 2019, después de la reestructuración del proyecto, se convirtió en director de un proyecto interdisciplinario que combina conservación y trabajo arqueológico.

## Turismo
El complejo turístico es una comunidad cerrada a la que solo pueden acceder aquellos que poseen una propiedad en el interior o que han sido autorizados a ingresar por un propietario. Abarcando casi 15 millas (24,1 km), este complejo de playa se divide en siete secciones diferentes llamadas Marina 1–7. Las villas de piedra caliza y los chalés con zonas verdes caracterizan esta zona exclusiva del Medio Oriente.

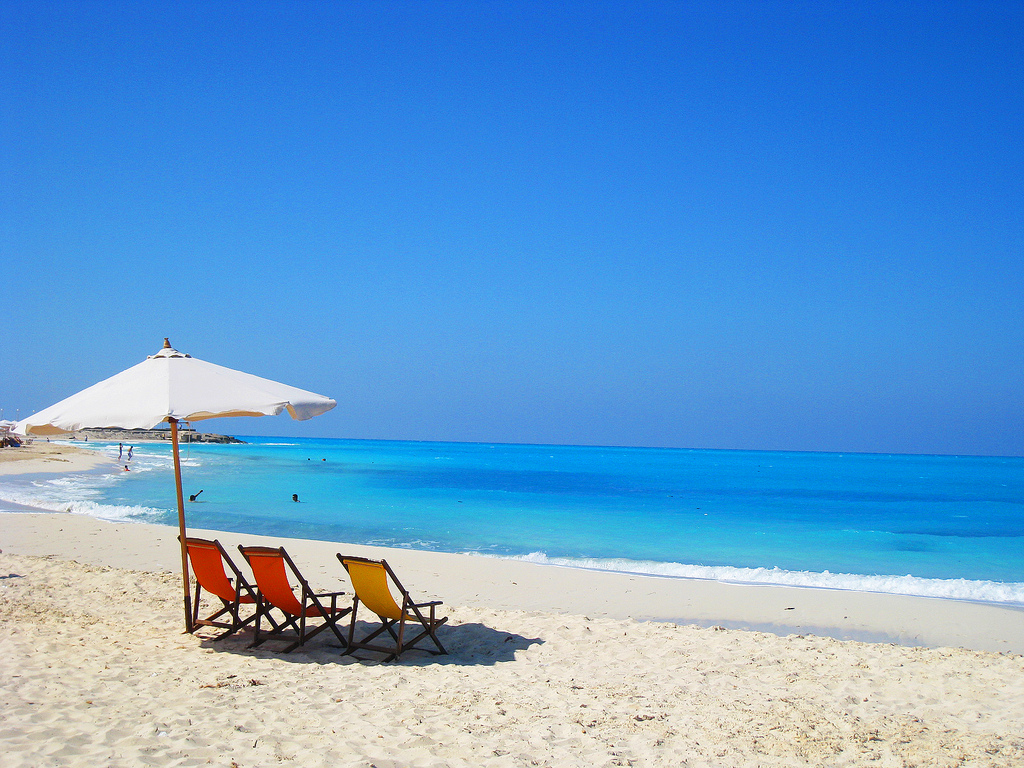
Playa en Marina
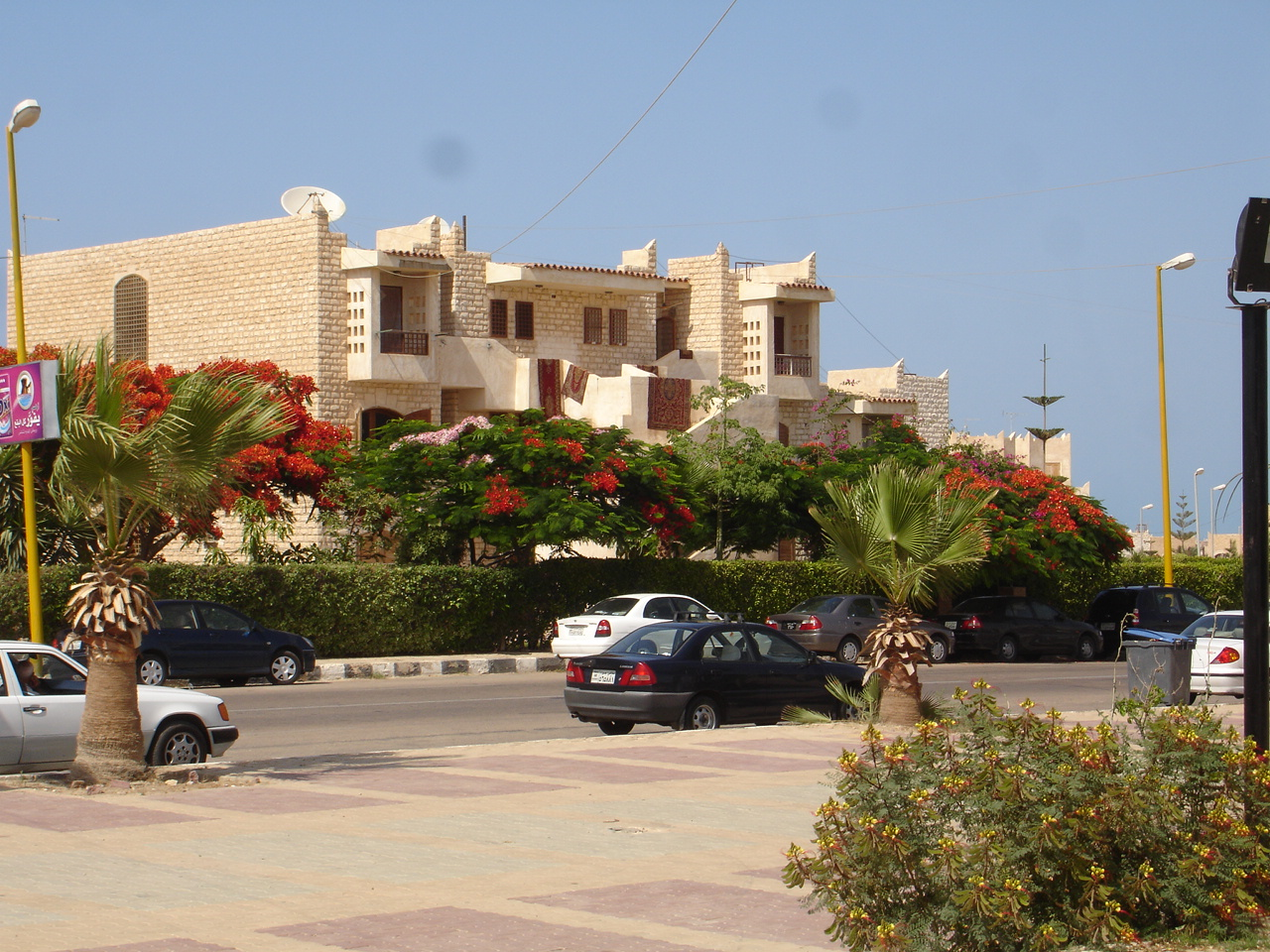
Chalets de piedra caliza en Marina
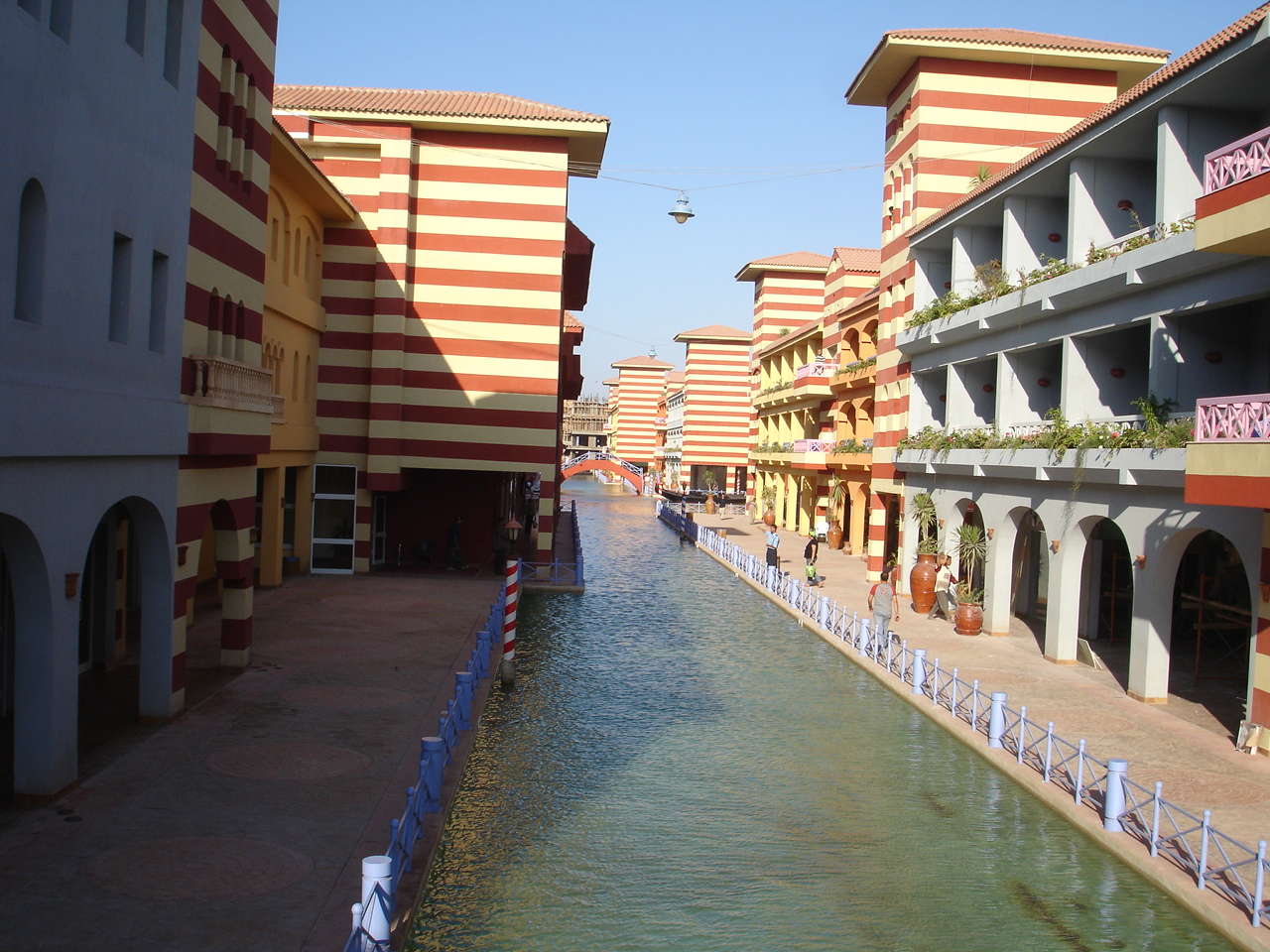
Canales venecianos en Porto Marina.
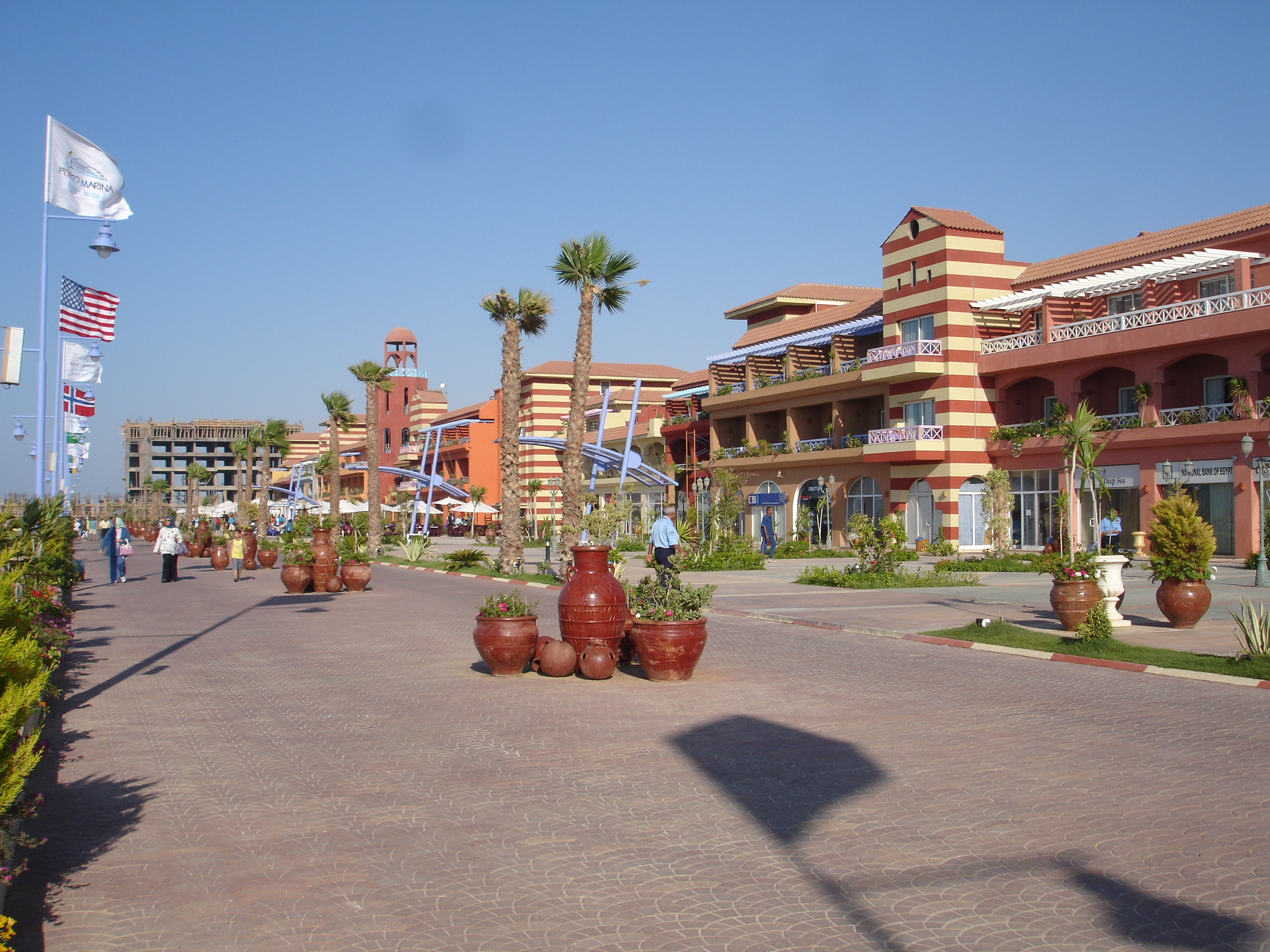
Hoteles de Porto Marina.
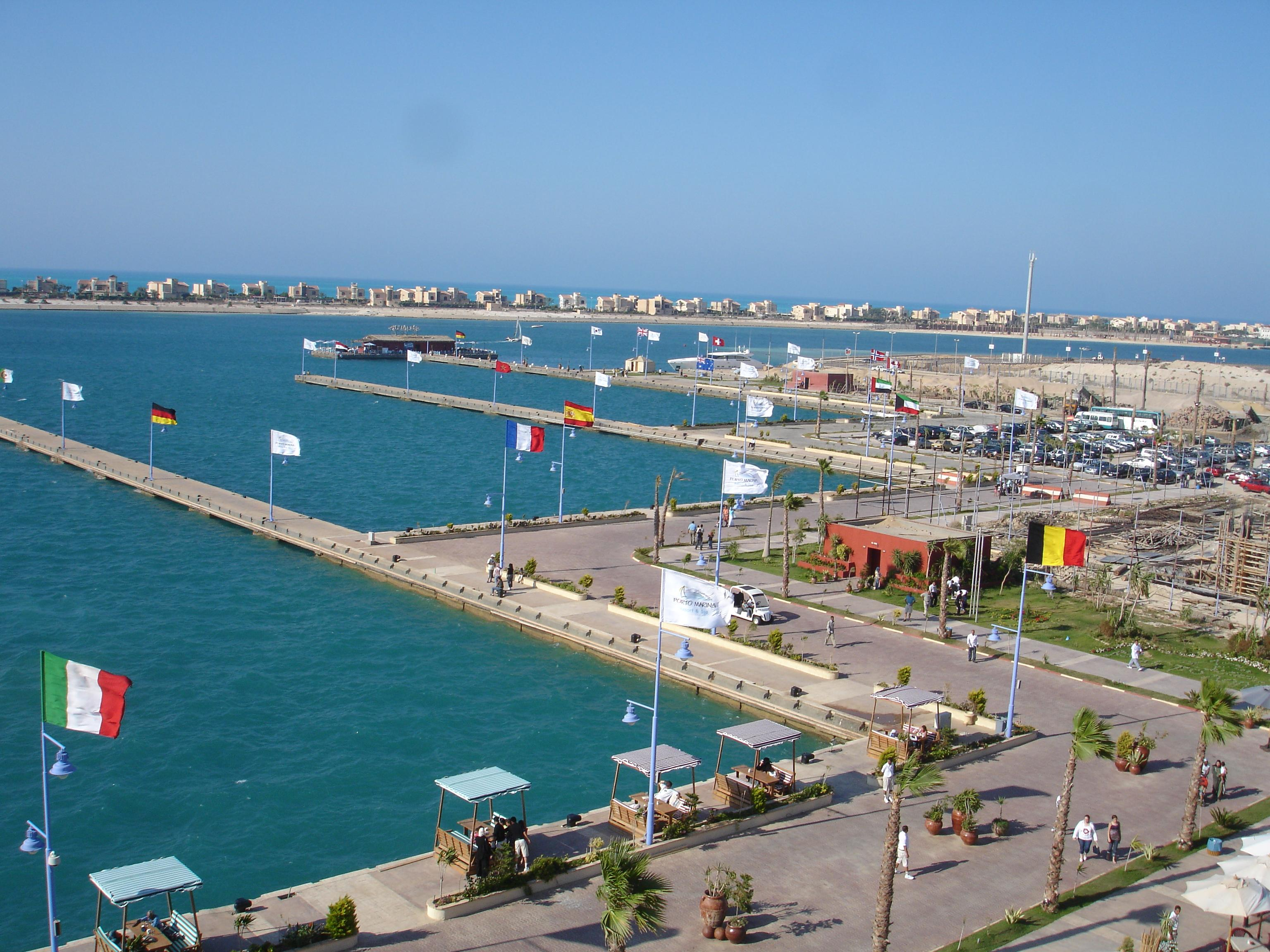
Porto Marina.
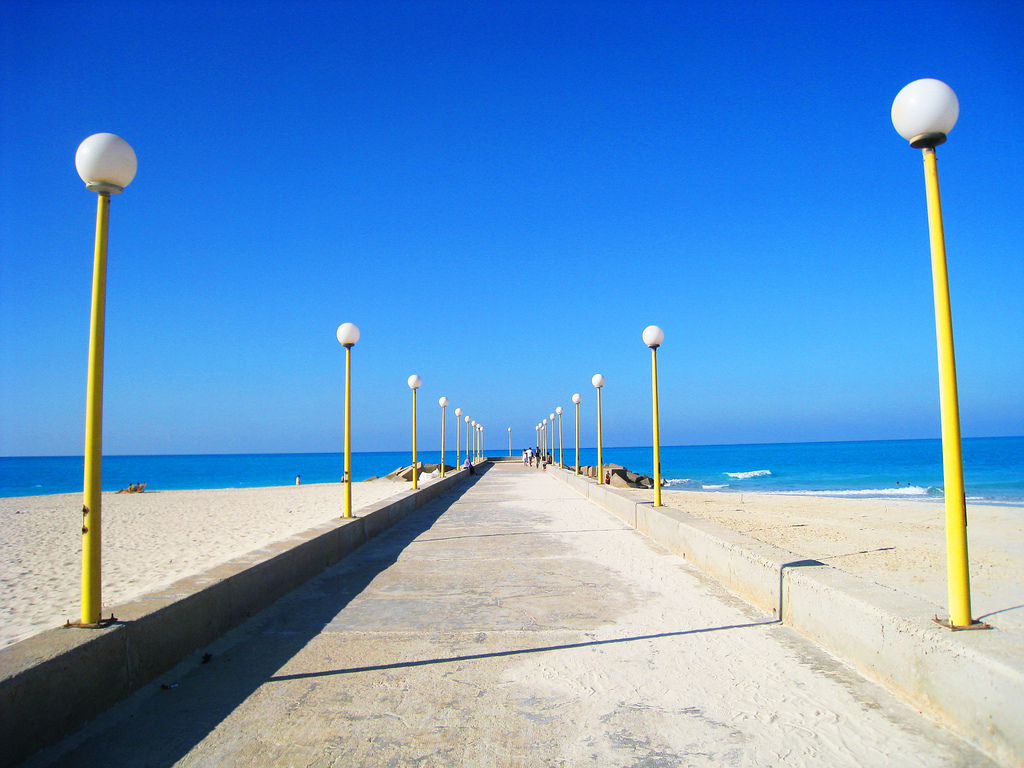
Un puente marítimo en Marina.